# III Congresso panucraino dei Soviet
Il Terzo Congresso panucraino dei Soviet si tenne a Charkiv dal 6 al 10 marzo 1919, in seguito alla conclusione del III Congresso del Partito Comunista dell'Ucraina, tenutosi dal 1 al 6 marzo. Si trattò del primo Congresso in seguito alla rioccupazione dell'Ucraina da parte delle truppe sovietiche.

## Decisioni
Il Congresso approvò il governo provvisorio degli operai e dei braccianti dell'Ucraina e lo riorganizzò nel governo degli operai e dei braccianti dell'Ucraina.
Fu istituita un'Armata Rossa regolare e fu adottato un giuramento militare. Fu approvata l'attività del Commissariato del Popolo per il Rifornimento di Cibo, fu introdotta una politica di comunismo di guerra e furono adottati dei "Provvedimenti sulla gestione socialista della proprietà della terra e sulle misure di transizione alla coltivazione socialista della terra".
Al termine del Congresso, fu approvata la Prima Costituzione dell'Ucraina Sovietica e furono eletti i 99 membri e i 27 candidati del Comitato Esecutivo Centrale, conformemente alla nuova Costituzione.